# Thomas Andresen (Autor)
Thomas Andresen (* 19. September 1934 in Flensburg; † 20. Januar oder 20. Oktober 1989 ebenda) war ein deutscher Arzt und Kriminalschriftsteller.

## Leben
Thomas Andresen promovierte 1963 in Hamburg zum Facharzt für Innere Medizin, nachdem er vor einem Studienfachwechsel schon vier Semester Philologie studiert hatte. Während seiner Studienzeit veröffentlichte er zwei später von ihm als „unseriös“ eingestufte Romane beim Papenburger Goldring Verlag unter dem Pseudonym Chris Martin.
Hauptberuflich arbeitete er danach als Internist in einer Flensburger Klinik, nebenbei war er bis zu deren Einstellung im Jahr 1967 freier Mitarbeiter der 1954 neu gegründeten Münchner Wochenzeitschrift Simplicissimus.
Ab 1969 bis zu seinem Tod 1989 veröffentlichte er insgesamt 22 Kriminalromane, erst bei Goldmann, später beim Rowohlt Verlag, danach für 2 Jahre wieder beim Goldmann Verlag und zum Schluss bei der Bastei Lübbe Verlagsgruppe. Parallel dazu schrieb er von 1972 bis 1986 für öffentlich-rechtliche Radiosender 18 Kriminalhörspiele, die überwiegend vom Westdeutschen Rundfunk in Auftrag gegeben wurden.
In seine Blütezeit als Krimiautor von 1972 bis 1984 fallen auch zwei Drehbücher für das Zweite Deutsche Fernsehen. Charakteristisch für seine Handlungsinhalte ist das Einfließen seines umfangreichen medizinischen Fachwissens: Neben der häufigen Verwendung von Kliniken bzw. Krankenhäusern als Schauplätze entstammen viele seiner Hauptfiguren der Ärzteschaft und anderen Heilberufen.

„Thomas Andresen gehörte zu den Pionieren des neuen deutschen Kriminalromans. Er hat einen wesentlichen Beitrag dazu geleistet, dass unser Genre heute so populär ist. Er gehörte auch zu den ersten Mitgliedern des SYNDIKATES. In den letzten Jahren ist er in eine ernste persönliche wie auch schriftstellerische Krise geraten. Depressionen, die er nicht überwinden konnte. Ohne Zweifel ist die Kriminalliteratur ohne Andresen ärmer geworden, denn er, der oft aus dem medizinischen Aspekt heraus seine Stoffe entwickelte, gehörte zu den wichtigen Autoren des Genres.“

## Werke

### Kriminalromane
- 1961: (Chris Martin) Der Spielverderber. Goldring Verlag, Papenburg
- 1962: (Chris Martin) Der Leisetreter. Goldring Verlag, Papenburg
- 1969: Der Anonyme. Goldmann Taschenbuch Nr. 3200, OA
- 1969: Hörst du den Uhu. Goldmann Taschenbuch Nr. 3169, OA
- 1970: Der Nebel wird dichter. Goldmann Taschenbuch Nr. 3282, OA
- 1971: Bis ich nicht mehr kann. Goldmann Taschenbuch Nr. 4310, OA
- 1972: Der Schrei. Goldmann Taschenbuch Nr. 4139, OA
- 1972: Schmutziger Herbst. Goldmann Taschenbuch Nr. 4303, OA
- 1972: Die Spur des bösen Bruders. Goldmann Taschenbuch Nr. 4153, OA
- 1972: Geisterstunde. Goldmann Taschenbuch Nr. 4226, OA
- 1972: Wachs in den Händen. Goldmann Verlag, München, OA, HC
- 1973: Großartig wie der Teufel. Goldmann Taschenbuch Nr. 4306, OA
- 1975: Wer badet nachts in meinem Swimming Pool. Rororo Taschenbuch Nr. 2350, Rowohlt Verlag, Reinbek, OA
- 1976: Nur über Meiners Leiche. Rororo Taschenbuch Nr. 2375, OA
- 1977: Eine Tote früh um fünf. Rororo Taschenbuch Nr. 2431, OA
- 1978: Fünf Herren, einander belauernd. Rororo Taschenbuch Nr. 2449, OA
- 1982: Die zweite Chance. Rororo Taschenbuch Nr. 2587, OA
- 1983: Herr Struxdorf und die Hierarchie der Morde. Goldmann Taschenbuch Nr. 5635, OA
- 1984: Herr Struxdorf und das Spiel mit Blut. Goldmann Taschenbuch Nr. 5644, OA
- 1987: Träume von Liebe und Mord. Bastei Taschenbuch Nr. 16513, Bastei Lübbe, Köln, OA
- 1988: Die Klinge im Haus. Bastei Taschenbuch Nr. 19518, OA
- 1988: Das Lächeln der Revolvermündung. Bastei Taschenbuch Nr. 19522, OA
- 1988: Der Kuss der Klapperschlange. Bastei Taschenbuch Nr. 19522, OA
- 1989: Nachts sind alle Mörder grau. Bastei Taschenbuch Nr. 19534, OA, posthum

### Kriminalhörspiele
- 1972: Interview mit einem Schatten. WDR/SFB 52 Minuten
- 1973: Schuss auf ein Zahnrad. WDR 44 Minuten
- 1974: Ein schwarzer und ein weißer Mord. WDR, 51 Minuten
- 1974: Max schläft heute aber fest. WDR/SFB 55 Minuten
- 1975: Fünf Männer mit Maske. (4 Teile, 210 Minuten, nach dem gleichnamigen Roman) WDR
- 1975: Viola liebt die Herbstzeitlose. WDR, 52 Minuten
- 1976: Der Bauchredner. BR/WDR 1976, 58 Minuten
- 1976: Sterben und sterben lassen. WDR, 53 Minuten
- 1977: Absturz von der Marmortreppe. WDR, 60 Minuten
- 1977: Mit den Augen einer Eule. WDR, 60 Minuten
- 1978: Mord im Sonderangebot. WDR, 48 Minuten
- 1978: Katertöter. WDR, 48 Minuten
- 1979: Tödliche Proben. (2 Teile) WDR, 56 und 52 Minuten
- 1981: Verfall eines Römers. WDR/SDR 55 Minuten
- 1982: Ein typischer Mörder. WDR 48 Minuten
- 1982: Pech mit Porzellan. WDR 54 Minuten
- 1983: Noch einmal wie vor 18 Jahren. WDR 55 Minuten
- 1986: Früh übt sich. SDR 58 Minuten

### Drehbücher
- 1979: Tödlicher Ausgang.[3] (Fernsehfilm nach dem Roman Nur über Meiners Leiche, 105 Minuten, ZDF), Regie: Stanislav Barabas, EA 11. August 1979
- 1982: Es muss nicht immer Mord sein.[4] – Endstation Habermorr (Serienepisode, ZDF, 25 Minuten), Regie: Kai Borsche

### Sonstiges
- 1967: Bommi ist tot und Tim hat Geburtstag. (Erzählung) In: Irene Rodrian, Friedhelm Werremeier, Hansjörg Martin u. a.: Bommi ist tot und Tim hat Geburtstag. (Kriminalerzählungen für Jugendliche) C. Bertelsmann, ISBN 357007689X
- 1982: Vijf gemaskerde mannen. (Hörspiel, 4 Teile, 210 Minuten, Algemene Vereniging Radio Omroep, Regie: Hero Muller) Niederländische Fassung von Fünf Männer mit Maske.